# Bröderna Olsson
Bröderna Olsson är en svensk komediserie, delvis riktad till äldre barn och ungdomar. Den sändes våren 1987, och regisserades av Hannes Holm.
Klas Fahlén  spelade Lillebror klädd i fotbollsdress från 1950-talet, och Ulf Larsson (som var betydligt längre) spelade rollen Storebror i filtkeps, tröja och mörkbrun kavaj. De skulle ge ett intryck av att vara i tioårsåldern, och programmet kretsade kring ämnen som syskonbråk, att växa upp, kärlek och föräldrarelationer.
I varje avsnitt spelades en video med en specialskriven låt av artisten Orup.
Under året gav Fahlén och Larsson även ut LP:n Platta skämt. Efter denna första och enda säsong av Bröderna Olsson ledde de önskeprogrammet Videograttis.